# Sandra Studer
Sandra Studer (Zúrich, Suiza; 10 de febrero de 1969) es una cantante suiza. Fue la representante suiza en el Festival de la Canción de Eurovisión 1991 bajo el seudónimo de Sandra Simó. Acabó quinta con "Canzone per te". Actualmente es una importante personalidad de la televisión suiza. Sandra ha presentado en los últimos años las finales nacionales de Suiza y Alemania.
Su padre es suizo y su madre es originaria de Barcelona, España. 
Es políglota, ya que habla seis idiomas: Alemán, español, francés, inglés, italiano y el dialecto suizo-alemán.